# 久保哲也
久保 哲也（くぼ てつや、1953年9月24日 - ）は、日本の実業家。

## 経歴
鹿児島県加世田市(現在の南さつま市)出身。鹿児島県立加世田高等学校を経て、1976年に京都大学法学部を卒業し、同年に住友銀行に入行。三井住友銀行で香港支社長、国際統括部長、取締役、常務、専務、副頭取を歴任した。三井住友フィナンシャルグループでも常務、専務、副社長を歴任した。
2013年4月にSMBC日興証券社長に就任し、2016年から2020年までに会長を務めた。